# Anthomyia procellaris
Anthomyia procellaris is een vliegensoort uit de familie van de bloemvliegen (Anthomyiidae). De wetenschappelijke naam van de soort is voor het eerst geldig gepubliceerd in 1866 door Rondani.

## Determinatie
Anthomyia procellaris kan een lengte bereiken van 5–7 mm. Deze kleine vliegjes vertonen fluweelachtig zwart op grijsachtige markeringen, met drie zwarte vlekken in het midden van de thorax. De ogen zijn kaal en de proboscis is robuust. De buik is voornamelijk grijsachtig.
Deze soort lijkt sterk op Anthomyia imbrida en Anthomyia pluvialis en is vrij moeilijk te identificeren. Bij Anthomyia procellaris is de zwarte markering net aan de basis van de vleugels echter niet verdeeld in twee afzonderlijke gebieden en eindigt in een rechte achtergrens. Bovendien zijn bij mannen de anterodorsale haren op het achterste scheenbeen minder dan 9.

## Habitat en biologie
Deze vliegen geven de voorkeur aan beboste habitats en heggen. Ze vliegen van lente tot herfst en houden van zonnebaden. Ze voeden zich met nectar, stuifmeel en uitwerpselen. Larven worden geassocieerd met vogelnesten en voeden zich met vogelpoep.

## Verspreiding
Het verspreidingsgebied van de soort strekt zich uit over Europa, het Oost-Palearctische rijk (China en Japan), het Nabije Oosten en het Nearctische rijk (Michigan ten zuiden van North Carolina).